# Liber usualis

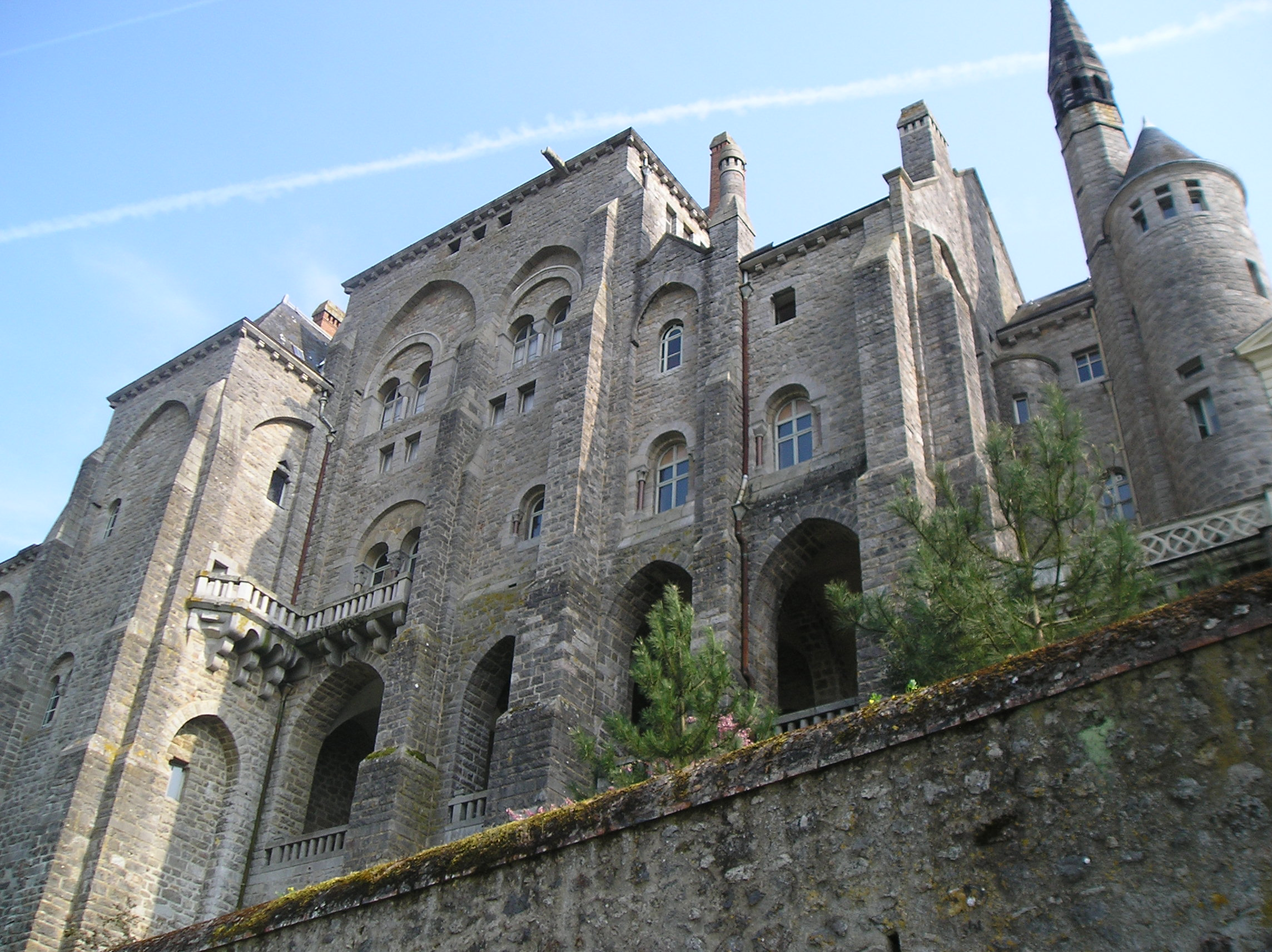
La première édition du Liber usualis fut imprimée et publiée par l'Imprimerie de l'abbaye Saint Pierre de Solesmes, en 1896.

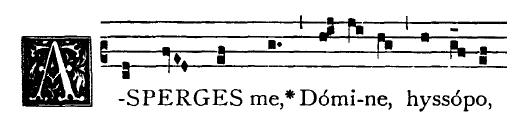
Début de la notation de lAsperges me. Le point mora (•) attribué à la syllabe me ainsi que l'épisème horizontal (—) pour só n'étaient pas en usage au Moyen Âge. Il s'agit des inventions de Solesmes, sous influence de la musique moderne.

Le Liber Usualis ou Liber usualis est une compilation des pièces de chant grégorien, les plus utilisées au XXe siècle. Sa rédaction fut effectuée par les moines de l'abbaye Saint-Pierre de Solesmes. La première édition date de 1896.
Le titre complet est le Liber Usualis missæ et officii pro Dominicis et festis cum cantu Gregoriano.
Alors que le Liber gradualis sorti en 1883 était réservé à l'ordre de Saint-Benoît, l'usage du Liber usualis était destiné à d'autres usages, notamment au chant en paroisses. Essentiellement composé du graduel, le Liber usualis contient également plusieurs chants liturgiques importants en grégorien issus de l'antiphonaire, tels ceux des vêpres, selon le rite romain.
Après le dernier remaniement en 1961, la publication se termina en 1964, à la suite du concile Vatican II.

## Histoire

### Liber gradualis
Le Liber usualis aurait dû être publié plus tôt, en 1883, en tant qu'un graduel destiné à tous.
En effet, depuis 1868 sous la direction de Dom Joseph Pothier, l'abbaye Saint-Pierre de Solesmes préparait la publication de celui-ci, en effectuant scientifiquement ce qu'elle considérait comme la restauration du chant grégorien. En 1882, l'exécution liturgique du chant grégorien selon des notations pour la publication prévue était si magnifique que le congrès européen du chant liturgique tenu à Arezzo adopta la restauration de ce chant à la place de l'Édition néo-médicéenne, chanté au Vatican d'après 30 ans de privilège. Surtout, le chanoine Giuseppe Melchiorre Sarto, futur pape Pie X, soutint Dom Pothier lors de cette conférence.

« Enfin le 15 [septembre], messe dite De Beata, en l'honneur de la sainte Vierge. Cette messe était chantée d'après le graduel des Bénédictins de Solesmes, actuellement en préparation. Le chœur était dirigé par dom Pothier, qui préside, avec dom Schmitt, à la reforme inauguré dans ce graduel. »

— Charles-Emile Ruelle, Le congrès européen d'Arezzo pour l'étude et l'amélioration du chant liturgique, compte rendu non officiel (1884), p. 14 (pdf p. 11)
Néanmoins, l'année suivante, le Saint-Siège condamna officiellement l'abbaye de Solesmes, en faveur de l'édition de Ratisbonne ou néo-médicéenne. L'abbé de Solesmes, Dom Charles Couturier, trouva prudemment une solution. Les livres singulièrement réservés aux moines de l'ordre de Saint-Benoît et imprimés chez Desclée furent étrennés le 11 juillet 1883, fête de saint Benoît de Nursie.

### Première publication du Liber usualis
Grâce à cette façon prudente de la publication du Liber gradualis, l'abbaye de Solesmes réussit non seulement à éviter le conflit avec le Saint-Siège mais également à sortir son premier livre de chant. En attendant que leurs livres soient finalement autorisés, les moines de Solesmes continuèrent à éditer de nouveaux livres de chant : Hymnarius (1885), Office de Noël (1885), Office de la Semaine Sainte (1886), Office des morts (1887), Processionnal (1888), Variæ preces (1888), Liber antiphonarum (1891). Pareillement, Dom André Mocquereau, ancien violoncelliste et assistant de Dom Pothier depuis 1880, fonda en 1889 la série Paléographie musicale, afin de lutter contre l'Édition de Ratisbonne.
À mesure que la publication de Solesmes s'avançait, les défenseurs de ce chant devinrent de plus en plus nombreux. Comme la première édition du Liber gradualis fut épuisée, la deuxième version améliorée fut sortie en 1895. Dans la même année, nommé cardinal et patriarcat de Venise, Giusseppe Melchiorre Sarto dénonça sa Lettre pastorale sur le chant de l'Église à basilique Saint-Marc de Venise, pour recommander le chant grégorien.
Il restait peu d'obstacle. En 1896, la première édition du Liber usualis, livre enrichi et destinée aux paroisses, fut sortie de l'imprimerie Saint-Pierre-de-Solesmes dans l'abbaye, tout comme d'autres livres. Plus précisément, l'édition se composait de deux versions. L'édition originale n° 1351 était la version en latin alors que celle du n° 1352 contenait les introduction et commentaire en français au lieu de ceux du latin. En outre, elle fut intitulée le Paroissien Romain qui existait déjà.
Avec le Liber gradualis, cette publication fut aisément accueillie. Deux ans plus tard, un prêtre, Alfred Dabin, écrivit :

« Comment du fond de son cloître a-t-il gagné les maîtrises de nos cathédrales, les chorales de nos séminaires, les chapelles de nos communautés, et jusqu'à certains collèges de la ville de Rome ? C'est qu'apparemment sa copie fut jugée la meilleure. Vox populi, Vox Dei. C'est par voie plébiscitaire que se sont introduits chez nous en France, et ailleurs, les livres bénédictins. »

— Revue du chant grégorien, 1898, p. 147

### Réédition
En 1903, le pape Pie X fut élu. Désormais, la situation devint tout à fait favorable pour le Liber usualis, une fois que le chant grégorien fut sélectionné en tant que chant propre de l'Église romaine, à la suite du motu proprio Inter pastoralis officii sollicitudes. À cette époque-là, à cause de la loi du juillet 1901, les moines de Solesmes ne pouvaient pas accéder à leur propre abbaye en France. Par conséquent, la publication avait été confiée aux Éditions Desclée chez lesquelles la version française du Paroissien Romain fut publiée en 1903, puis en 1904, l'édition en latin. Hormis durant les deux guerres mondiales, la publication de celui-ci se continuait et connut un grand succès, jusqu'à ce que le concile Vatican II arrive.
À partir de ces éditions, au nombre de cinq entre 1903 et 1904, le Liber usualis fut édité par Dom André Mocquereau. La diffusion est toutefois arrêtée jusqu'en 1913, à la suite du lancement du projet de l'Édition Vaticane.

### Signes rythmiques
Il s'agit de ceux que l'édition de 1903 avait déjà adoptés. Ces graphies étaient développés auprès de l'abbaye Saint-Pierre selon une théorie hypothétique, rythmique grégorienne. À vrai dire, l'Édition Vaticane, un graduel et un antiphonaire, avait été publiée, en omettant ces signes, en raison de l'édition officielle de l'Église. L'animateur le plus important de cette théorie était Dom Mocquereau lui-même. Donc, cette façon était désormais appréciée pour l'interprétation tant que ce musicologue faisait fertiliser sa théorie. Aussi le Liber Usualis était-il utilisé avantage que les Éditions Vaticanes.
Finalement, le Saint-Siège autorisa aux évêques, avec le décret daté du 11 avril 1911, d'imprimer ces signes rythmiques de Solesmes dans la réimpression de l'Édition Vaticane.

### Évolution
Après le décès de Dom Mocquereau en 1930, Dom Joseph Gajard lui succéda. En 1934 ainsi que 1938, les éditions connurent peu de modifications. En 1934 sorti une édition en anglais dont la publication fut continue avec celles des deux autres langues.
Dans les années 1950, surtout en 1956, un nombre considérable de modifications furent effectuées, d'après les changements de la liturgie tels ceux de l'Assomption de Marie et de la Semaine sainte. Il s'agissait de quelques suppressions, remplacements et suppléments de chants. On[Qui ?] peut considérer que la composition finale du Liber usualis fut fixée dans ces années. Au regard des versions en notation moderne, c'était la dernière révision. Par ailleurs, en tant que réimpression, le fac-simile de l'édition n° 801 en 1953 est disponible depuis 1997 chez les St. Bonaventure Publications aux États-Unis.
À la suite du décret daté du 25 juillet 1960, il fallut de nouveau faire des modifications. En conséquence, à partir de 1961, les publications s'adaptèrent à ce décret.

### Fin de publication
La publication qui dura si longtemps fut cependant brutalement interrompue à la suite du concile Vatican II qui avait autorisé la célébration en langue vulgaire. Non seulement l'usage du chant grégorien perdit du terrain mais également, faute de célébration en latin, les Éditions Desclée avaient rencontré de grosses difficultés. Le Liber usualis cessa d'être publié en 1964.

## Caractéristiques
Il s'agit d'un livre de chant en grégorien, édité principalement par Dom André Mocquereau de Solesmes dès les années 1900.
La méthode adoptée était assez scientifique, surtout en comparaison de l'Édition néo-médicéenne. Selon la revue Paléographie musicale tome II (1891) et tome III (1892), les moines de Solesmes ont comparé au moins 219 manuscrits européens afin d'établir leurs notations, après avoir visité un grand nombre d'archives.
Cependant, cette méthode est de nos jours considérée problématique. D'une part, en 1938 déjà, une musicologue, Yvonne Rokseth à l'université de Strasbourg, dit à Dom Gajard de Solesmes qu'il valait mieux publier l'édition critique à la place des comparaisons. D'autre part, ces dernières ne sont autres qu'une synthèse, jamais chantée. De sorte qu'aujourd'hui, la restauration est effectuée selon les manuscrits les plus sûrs, à savoir les plus anciens et avec les neumes anciens d'après la sémiologie grégorienne. Car, cette dernière découvrit un nombre considérable de méprises dans les Éditions Vaticanes ainsi que ce Liber Usualis, sous influence de la théorie de la musique moderne. Notamment, la théorie hypothétique de la rythmique grégorienne est loin de la nature correcte du chant grégorien. Dans la plupart de cas, elle est même contradictoire.
D'ailleurs, de nos jours, la restauration correcte du chant grégorien est exactement celle de ceux que les moines carolingiens chantaient certainement il y a mille ans,.
En résumé, le rôle du Liber usualis s'arrêta, même si l'usage de celui-ci ainsi que la publication du fac-similé se continuent encore.

## Composition
Liber usualis, n° 780 en latin, 1962, liste établie par des traducteurs auprès des Éditions Mardaga. Il s'agit donc de la dernière version révisée, avant que la publication ne soit définitivement terminée :

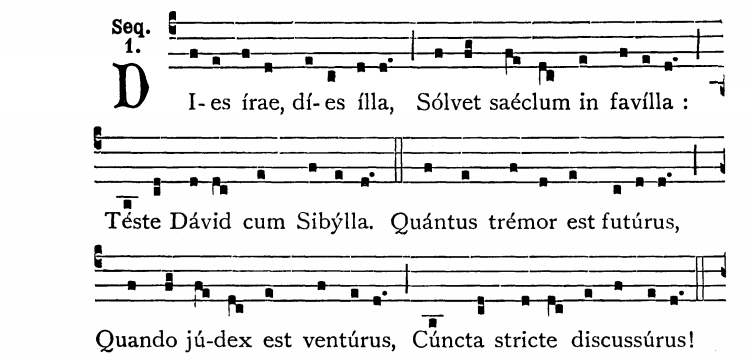
Dies iræ, une notation du service funèbre (1.6). Le point mora attribué aux dernières syllabes de versets était l'invention des moines de Solesmes. Comme ces notes de détente afin de préparer l'élan mélodique suivant doivent être légèrement chantées selon la sémiologie grégorienne, les éditions critiques du livre de chant suppriment de nos jours ces points.

1. première partie : subdivisions principales et leur contenu, 
  1. chants de l'ordinaire de la messe, p. 11 - 111
  2. chants de l'ordinaire des offices, p. 112 - 316
  3. propre du temps, p. 317 - 1110
  4. commun des saints, p. 1112 - 1302
  5. propre des saints, p. 1303 - 1762
  6. service funèbre, p. 1763 - 1831, y compris la messe de Requiem, p. 1806 - 1831
2. deuxième partie : indications de la terminaison à utiliser avec chaque antienne, par exemple, « e u o u a e = saeculorum, Amen »
3. troisième partie : chants de l'ordinaire de la messe

## Liste de publications
- 1896 : n° 1351 (latin, Solesmes), n° 1352 (français, Solesmes)
- 1903 : n° 566 (français, dorénavant chez Désclée)
- 1904 : n° 567 (latin)
- 1909 : n° ... (latin)
- 1913 : n° ... (latin) [lire en ligne]
- 1914 : n° 780 (latin, avec signes rythmiques), n° 781 (latin, sans signes), n° 800 (français, avec signes rythmiques), n° 801 (français, sans signes)
- 1920 : n° 800 (français, désormais avec signes rythmiques)
- 1921 : n° 780 (latin)
- 1923 : n° 780 (latin), n° 800 (français)
- 1924 : n° 780c (latin, notation moderne)
- 1925 : n° 780 (latin), n° 800 (français)
- 1926 : n° 800 (français), n° 800c (français, notation moderne)
- 1927 : n° 800 (français)
- 1928 : n° 780 (latin)
- 1929 : n° 780A (latin), n° 800 (français)
- 1930 : n° 780A (latin)
- 1931 : n° 780 (latin), n° 800 (français), n° 800c (français, notation moderne)
- 1932 : n° 780 (latin), n° 800 (français)
- 1933 : n° 780c (latin, notation moderne) [lire en ligne]
- 1934 : n° 780 (latin), n° 800 (français), n° 801 (anglais)
- 1935 : n° 780 (latin), n° 800 (français), n° 800c (français, notation moderne)
- 1936 : n° 780 (latin), n° 800 (français), n° 801 (anglais)
- 1937 : n° 780 (latin)
- 1938 : n° 800 (français), n° 800c (français, notation moderne), n° 801 (anglais)
- 1939 : n° 780 (latin), n° 800 (français)
- 1941 : n° 780 (latin)
- 1942 : n° 800 (français)
- 1946 : n° 780 (latin), n° 800 (français)
- 1947 : n° 780 (latin), n° 780c (latin, notation moderne), n° 801 (anglais)
- 1948 : n° 800 (français), n° 800c (français, notation moderne)
- 1950 : n° 780 (latin), n° 801 (anglais)
- 1951 : n° 800 (français)
- 1952 : n° 800 (français), n° 801 (anglais)
- 1953 : n° 780 (latin), n° 800c (français, notation moderne), n° 801 (anglais) réimpression depuis 1997 par St. Bonaventure Publications

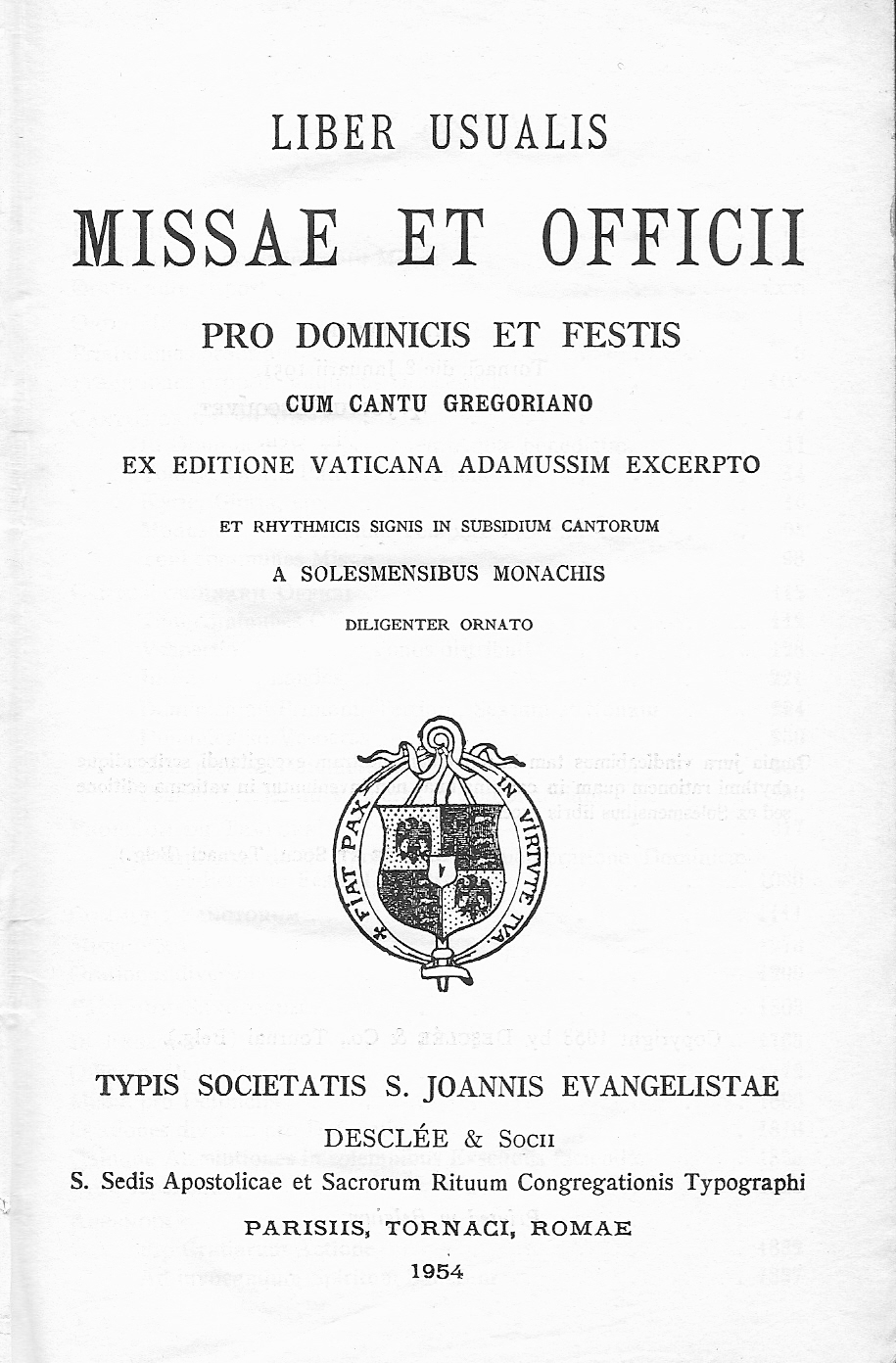
Liber usualis missæ et officii pro Dominicis et festis cum cantu Gregoriano (1954). Les signes rythmiques s'y conservaient (et rhythmicis signis in subsidium cantorum).

- 1954 : n° 780 (latin), n° 780c (latin, notation moderne)
- 1956 : n° 780 (latin), n° 780c (latin, notation moderne), n° 800 (français), n° 800c (français, notation moderne), n° 801 (anglais)
- 1957 : n° 780 (latin), n° 801 (anglais)
- 1958 : n° 780 (latin)
- 1959 : n° 800 (français), n° 801 (anglais)[17]
- 1960 : n° 780 (latin)
- 1961 : n° 801 (anglais) [lire en ligne]
- 1962 : n° 780 (latin) , n° 800 (français), n° 801 (anglais)
- 1963 : n° 801 (anglais)
- 1964 : n° 780 (latin) - dernière publication